# Bratronice (district de Strakonice)
Pour les articles homonymes, voir Bratronice.
Bratronice (en allemand : Bratronitz) est une commune du district de Strakonice, dans la région de Bohême-du-Sud, en République tchèque. Sa population s'élevait à 51 habitants en 2020.

## Géographie
Bratronice se trouve à 13 km au nord-nord-ouest de Strakonice, à 64 km au nord-ouest de České Budějovice et à 90 km au sud-ouest de Prague.
La commune est limitée par Záboří au nord, par Blatná à l'est, par Doubravice au sud et par Mečichov et Čečelovice à l'ouest.

## Histoire
La première mention écrite du village date de 1227.

## Transports
Par la route, Bratronice se trouve à 8 km de Blatná, à 14,5 km de Strakonice, à 72 km de České Budějovice et à 126 km de Prague.